# München leuchtet
 (janvier 2021).

La médaille München leuchtet (« Munich brille », intitulé complet, München leuchtet - Den Freundinnen und Freunden Münchens) est un honneur officiel pour services spéciaux à Munich, décernée par la capitale bavaroise, Munich.

## Origine de l'expression
L'expression München leuchtet provient du roman de Thomas Mann Gladius Dei (de). La phrase München leuchtete (Munich a brillé) est écrite dans le cadre d'une analyse ironique de la ville d'art de Munich. Le dicton München leuchtet, en revanche, qui est maintenant également utilisé dans les reportages et la publicité, exprime la fierté de la ville de Munich sans aucune nuance ironique.

## Histoire

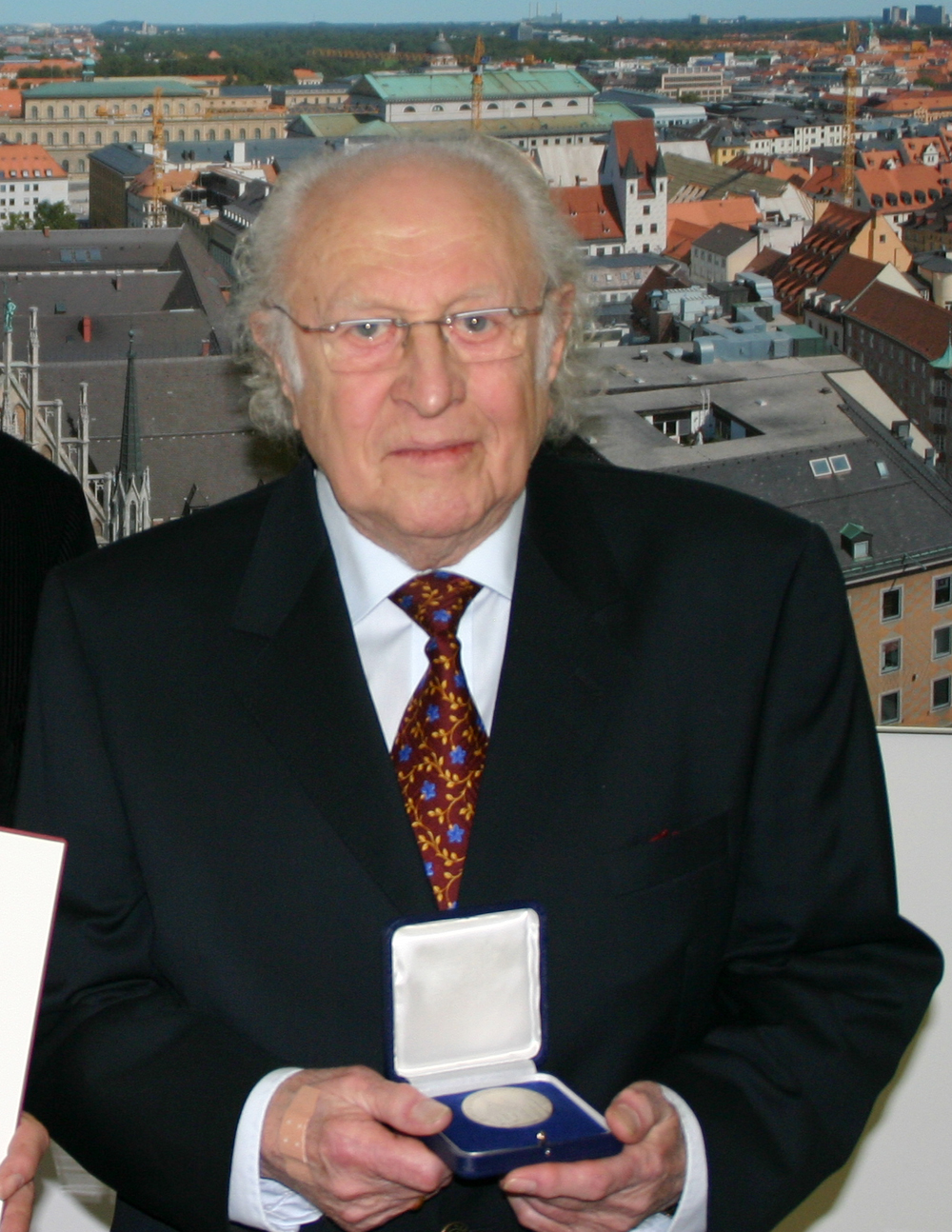
Klaus-Peter Schreiner présente la médaille d'argent qui lui a été décernée en 2008.

La médaille est décernée en or, en argent ou en bronze à des personnalités, des politiciens, des bénévoles et d'autres résidents de Munich particulièrement méritants depuis 1961. Les membres honoraires et professionnels du conseil municipal, les présidents et membres des comités de district, le conseil des seniors et le conseil des étrangers ainsi que les membres des pompiers volontaires, des brigadiers scolaires et les présidents des conseils des écoles professionnelles, Les conseils de parents des écoles élémentaires et spéciales, des écoles secondaires et des lycées reçoivent le prix après un certain nombre d'années de service des écoles élémentaires et spéciales, des écoles secondaires et des lycées reçoivent le prix après un certain nombre d'années de service.
En janvier 2009, la médaille München leuchtet a été décernée pour la première fois et, à titre exceptionnel, au "Blech" (à l'ensemble de cuivres Blechschaden (de)). Selon le maire Christian Ude, qui a remis le prix, cela ne représente pas une gradation supplémentaire de la valeur, mais a été réalisée en raison de la considération particulière de l'image de soi artistique de l'ensemble en question.

## Lauréats (sélection)

### 1956 à 2000
- 1956
  - Siegfried Sommer (argent)
- 1963
  - Theodor Georgii
- 1964
  - Wolfgang Vogelsgesang (bronze)
- 1965
  - Romano Guardini (or)
- 1968
  - Adolf Hieber (argent)
  - Alfred Haas
- 1969
  - Leo Baerwald
- 1970
  - Felix Buttersack (or)
- 1972
  - Peter Kreuder
  - Adolf Hieber (or)
- 1973
  - Kurt Wilhelm Lentrodt
- 1976
  - Klaus Piper (or)
  - Heinz Burghart
  - Hermann Heimpel
  - Franz Schönhuber (or) (retournée volontairement en 1992)
- 1978
  - Alexander Fischer
  - Wolfgang Vogelsgesang (argent)
  - Theodor Hellbrügge
- 1979
  - Georg Rückert (or)
- 1980
  - Wolfgang Vogelsgesang (or)
  - Franz Josef Delonge (or)
  - Ellis Kaut
  - Siegfried Sommer (or)
  - Rolf Goldschagg
- 1981
  - Oskar Wagner
  - Beppo Brem (or)
  - Georg Blädel
  - Hildegard Hamm-Brücher (or)
- 1982
  - Erna Dinklage
  - Lotte Roth-Wölfle
  - Walther Diehl (argent)
- 1983
  - Johannes Heesters
  - Elfi Zuber (argent)
- 1984
  - Alexander von Branca
  - Willi Wolf
  - Paul Schallweg
- 1985
  - Herbert Frankenhauser (or)
  - Max Lacher (or)
- 1986
  - Bele Bachem
  - Adolf Hartmut Gärtner
  - Peter Gauweiler (or)
  - Oswald Malura (argent)
  - Karl Ude
- 1987
  - Heinz Friedrich (or)
  - Erni Singerl (argent)
  - Gustl Bayrhammer (argent)
- 1988
  - Erwin Shoultz-Carrnoff
  - Klaus G. Saur
- 1990
  - Alf Lechner (or)
  - Willy Purucker
  - Rolf Nida-Rümelin
  - Ruth Kiener-Flamm
  - Hans Oberndorfer (bronze)
- 1991
  - Helmut Fischer
  - Hans Werner Henze (or)
  - Romuald Pekny (or)
  - Eckart Witzigmann (argent)
- 1992
  - Hans Dieter Beck
  - Fritz Lutz
  - Dieter Hildebrandt
  - Georg Solti
  - Hans Werner Richter
- 1993
  - Gerhard Müller-Rischart (argent)
  - Hermann Lenz
  - Grete Weil (or)
- 1995
  - Willy Purucker
  - Frederic Vester
  - Tankred Dorst (or)
- 1996
  - Georg Maier
  - Hans-Peter Dürr
  - Theater44
  - Christel Sembach-Krone
- 1997
  - Dieter Hildebrandt (or)
- 1998
  - Ernst Otto Fischer (or)
- 1999
  - Rupert Stöckl (or)
  - Bernhard Wicki (or)
- 2000
  - Marianne Koch
  - Peter Kafka
  - Claus Roxin
  - Hubert Burda (or)
  - Martin Löwenberg (argent)
  - Helmut Ebert et Thomas Hasselwander (argent) für deren Verdienste um das Pasinger Archiv

### 2001 à 2010
- 2001
  - Heinrich Hugendubel (or)
  - Giovanni di Lorenzo
  - Dagmar Nick (argent)
  - Jessica Iwanson (argent) „für ihre Verdienste um den zeitgenössischen Tanz“
  - Maria Imma Mack
  - Josef Adolf Schmoll genannt Eisenwerth (argent)
  - Alois Brem (argent)
  - Franz Geiger
  - Ingvild Goetz (argent)
- 2002
  - Rolf Castell (argent) u. a. für seine besondere künstlerische Leistung als Schauspieler in zahlreichen Fernsehfilmen
  - Heinz Sielmann (argent) in Anerkennung seiner Verdienste als Naturschützer und Tierfilmer
  - Franz Beyer (argent)
  - Engelbert Siebler (or)
  - Dionys Zink
  - Manfred Stauber (argent)
  - Klaus von Gaffron (argent)
  - Doris Schade (or)
  - Jutta Speidel (or)
  - Christoph Vitali (or)
  - Christian Ude
- 2003
  - Senta Berger (or) für ihre großen schauspielerischen Leistungen und ihr Engagement für soziale, ökologische und humanitäre Projekte
  - Michael Verhoeven (or) für seine großen und vielseitigen Leistungen als Regisseur und Produzent
  - Caroline Link (or) für ihre Verdienste um die Filmstadt München
  - Hanne Hiob (argent) für ihre Verdienste um die Filmstadt München
  - Stephan Braunfels (or) für seine Verdienste um die Landeshauptstadt München
  - Edmund Lengfelder (argent) für seine Verdienste um die Hilfe für Opfer der Reaktorkatastrophe von Tschernobyl
  - Richard Grimm (or)
  - Hanns-Jörg Dürrmeier (or)
  - Jürgen Nehls (or)
- 2004
  - Ruth Leuwerik (or) für ihre herausragenden Leistungen und ihr Lebenswerk als Schauspielerin
  - Rolf Zehetbauer (or) für seine Verdienste um die Filmstadt München
  - Fredl Fesl (argent) in Anerkennung seiner großen Leistungen als Musikkabarettist und Autor
  - Hans Dollinger (argent)
  - Gisela Dialer-Jonas alias Schwabinger Gisela (or)
  - Peter Neuhauser (or)
  - Robert Peklo (or)
- 2005
  - Franz Xaver Bogner (or) für seine Verdienste um die Filmstadt München
  - Max Mannheimer (or) für seine Verdienste um Aussöhnung und Toleranz
  - Kurt Faltlhauser (or) für seine zahlreichen Verdienste um die Landeshauptstadt
  - Susanne Porsche et Gerhard Ohneis (or) für ihre großen Verdienste um die Stadt München
  - Wilfried Blume-Beyerle, Gabriele Friderich, Angelika Gebhardt, Friedrich Graffe, Christiane Thalgott und Elisabeth Weiß-Söllner (or)  für 12 Jahre Stadtratszugehörigkeit
- 2006
  - Iris Berben (or)
  - Zubin Mehta (or)
  - Winfried Nerdinger (or)
  - Die Stadträte Siegfried Benker, Beatrix Burkhardt, Helmut Pfundstein, Boris Schwartz, Sven Thanheiser, Mechthild von Walter und Mechthilde Wittmann (or)
  - Ursula Sabathil (or)
  - Herbert Peters (argent)
  - Heinz Brachvogel (argent)
  - Kurt Suttner (bronze)
- 2007
  - Ingrid Anker et Reinhold Babor (or) für mehr als zwölfjährige Stadtratszugehörigkeit
  - Bernd Eichinger (or) für seine Verdienste um die Filmstadt München
  - Ursula Haeusgen (argent) für ihre Verdienste um das literarische Leben in München
- 2008
  - Ronald Aster (bronze) für seine Verdienste als Leiter des Freizeittreff Freimann
  - Heinz Gebhardt (argent) für seine Verdienste um München als Fotograf und Fotohistoriker
  - Hannelore Kiethe (argent) für die Mitgründung und den Vorsitz der Münchner Tafel
  - Frohmut Kurz (bronze) für seine lange ehrenamtliche Mitarbeit beim Verein „Helfende Hände“
  - Gerhard Müller-Rischart (or) für seine Verdienste um die Stadt u. a. als Kunstmäzen (RischArt-Projekt)
  - Josef M. Redl (argent) für seine vielen ehrenamtlichen Funktionen und zahlreichen persönlichen Initiativen
  - Erich Scheibmayr (argent) für seine Verdienste um das Münchner Friedhofswesen
  - Klaus Peter Schreiner (argent) für dessen Verdienste um das Kabarett, speziell auch um die Lach- und Schiessgesellschaft
  - Jörg Hube (or)
  - Marlene Neubauer-Woerner (argent)
  - Robert Brannekämper, Marianne Brunner, Eva Maria Caim, Fiorenza Colonella, Theodoraos Gavras, Stefanie Jahn, Heidemarie Köster, Jutta Koller, Andreas Lorenz, Brigitte Meier, Thomas Niederbühl, Richard Quaas, Alexander Reissl und Claudia Tausend (or) für 12 Jahre Stadtratszugehörigkeit
  - Johann Altmann, Christian Baretti, Guido Gast, Jens Mühlhaus, Sedef Özakin und Max Straßer  (argent) für sechs Jahre Stadtratszugehörigkeit
- 2009
  - Blechschaden in Blech zum 25-jährigen Jubiläum
  - Michaela May (or)
  - Joseph Vilsmaier (or)
  - Peter Lilienthal (or)
  - Karl Daumer (argent)
  - Antje Kunstmann (argent)
  - Guido Vael (argent)
- 2010
  - Henning Wiesner (or)
  - Rosi Mittermaier et Christian Neureuther (or)
  - Peter Lanz (or)
  - Dirk Ippen (or)
  - Karl-Heinz Knoll (or)
  - Angelica Hagenstein (or)
  - Hans Bauer (or)
  - Friedhelm Kemp (argent)

### 2011 à 2020
- 2011
  - Gerd Anthoff (or) für seine hervorragenden Leistungen als bayerischer Fernseh-, Theater- und Volksschauspieler
  - Verena Bentele et Katarina Witt für ihren Einsatz bei der Bewerbung Münchens für die Austragung der Olympischen Winterspiele 2018
  - Margit Bönisch, Intendantin der Komödie im Bayerischen Hof, für ihre Verdienste um die Münchner Theaterlandschaft während ihrer 20-jährigen Leitung des drittgrößten Sprechtheaters der Stadt – (argent)
  - Steffen Kuchenreuther (septembre) (or)
  - Alexandra Gaßmann (septembre)
  - Karl Bucher (septembre) (argent)
  - Joseph Triebenbacher (août) (argent)
  - Hans Georg Lößl (mai) (argent)
  - 11 Notärzte/-innen und 12 Einsatzleiter/-innen (mai)
  - Mitglieder der Gewerkschaft (Barbara Schreyögg, Max Panzer, Ernst Antoni et Heinz Haslbeck) (mai) (argent)
  - Hans Haumer (mai) (argent)
  - Alois Baumgartner (avril) (argent)
  - Wolfgang Roucka (mars) (argent)
  - Lising Pagenstecher (mars) (argent)
  - Fritz Wickenhäuser (février) (argent)
  - Harry Beyer (janvier) (argent)
- 2012
  - Die Mitglieder der Spider Murphy Gang (or)
  - Gerhard Polt (or)
  - Miroslav Nemec et Udo Wachtveitl (or)
  - Wolfgang Beck (or)
- 2013
  - Lothar Schirmer et Bruno Jonas (or)
  - Bernd Rauch (or)
- 2014
  - 21 Münchner Stadträte (or) : Christian Amlong, Josef Assal, Oliver Belik, Ulrike Boesser, Lydia Dietrich, Ömer-Yasar Fincan, Nikolaus Gradl, Sabine Krieger, Michael Lonhart, Ingo Mittermaier, Christian Müller, Gabriele Neff, Marian Offman, Manuel Pretzl, Klaus-Peter Rupp, Josef Schmid, Irene Schmitt, Johann Stadler, Christa Stock, Brigitte Wolf et Beatrix Zurek
  - Herlinde Koelbl (or)
  - Ottfried Fischer (or)
  - Ulrich Wechsler (or)
  - Susanne Breit-Keßler (or)
  - Konstantin Wecker (or)
  - Gerhard Schmitt-Thiel (argent)
  - Hugo Höllenreiner (argent)
- 2015
  - Uschi Glas (or)
  - Geistlicher Rat Pfarrer Herbert Kellermann (argent)
  - Ludwig Spaenle (bronze)
- 2016
  - Maria Grassinger, Ernst Wollowicz, Rosemarie Hingerl et Rupert Saller (or)
  - Bärbel Häfele, Josef Kirchmeier, Frank Otto, Marcus Buschmüller, Heiner Keupp, Ilse Franke, Andreas Höchstetter, Christoph Keil, Thomas Zerle, Stefan Baumann, Christof Reithinger, Klaus Stauder, Daniel Czech, Thomas Rümmele, Thomas Backer, Andreas Igl, Christian Haumayr, Axel Bosbach, Hannes Klapszus, Erik Strauch, Andreas Lethmair et Klaus Trapp (argent)
  - Barbara Herbst, Berndt Hirsch, Klaus Mai, Margarethe Merk, Nicole Meyer, Thomas Schwed, Norbert Weigler, Reinhold Wirthl, Thomas Rausch, Sonja Brandtner, Otto Brunner, Wolfgang Emmerich, Karls Fraß, Josef Hillreiner, Michael Krebs, Ludwig Kreuzer, Georg Miller, Korbinian Roider, Ludwig Schneider, Christoph Schütte, Ivonne Ohse, Maximilian Braun, Christoph Werner, Manuel Englberger, Alexander Schwanzer, Michael Sentef, Bernhard Meßmer, Thorsten Sieber, Christian Göke, Michael Gruber, Dalibor Dinic, Korbinian Sammer, Christian Röhlk, Andreas Abend, Bernhard Grau et Dietmar Holzapfel (bronze)
- 2017
  - Eckart Witzigmann, Dieter Hanitzsch, Albert Knoll, Edmund Radlinger, Lilli Kurowski (or)
  - Christine Ostermayer, Emmanuel Rotter, Asta Scheib, Elisabeth Hollerbach-Schliebener, Marlies Kirchner, Franz Lindinger, Alexander Bothner, Roman Stärkl, Oliver Frase, Alexander Kull, Stefan Bierling, Robert Maringer, Stefan Reiter, Stefan Sattler, Andreas Höchstetter, Hannes Klapszus, Armin Bouda, Regina Königsbauer et Martina Meier, Herbert Danner, Eva Döring, Silvia Elstner-Schibalski, Falk Lamkewitz, Ingrid Mitkin, Wilhelm Schneider (argent)
  - Monika Burger, Nicosia Nieß, Werner Eckhardt, Karin Braun, Renate Brunsch, Josef Christian, Anja Ehren, Ulrike Eingartner, Dagmar Huber, Almut von Joeden, Heidemarie Kühnel, Heidi Lochner, Renate Lotte, Gisela Mesan, Christine Mühl, Roswitha Riederer, Birgit Siebauer, Dorothea Sörgel, Manuela Stadler, Ursula Switalla, Ruth Türei, Christine Wagner, Manuela Weishäupl, Hildegard Wiesinger, Hannelore Worch, Angelika Zierl, Alexander Aichwald, Janet Blume, Michael Dörrich, Wolfgang Neumer, Florian Bieberbach, Thomas Kassner, Thomas Theisen, Daniel Engelhardt, Benjamin Rossa, Dominik Rossa, Johannes Breitensträter, Florian Mödl, Michael Scharf, Fabian Appel, Melanie Simon, Maximilian Peglau, Georg jun. Angermair, Iris Fischbeck, Dierk Beyer, Claudius Blank, Philipp Boß, Andreas Graf, Ludwig Schröder, Manuel Wimmer, Norbert Bettinger, Nasim Aslan, Hubert Ehm, Wolfgang Gräubig, Rudolf Hogger, Hermann Huber, Alfred Lang, Friedrich Paschke, Stojan Radovanov, Rahel Urban et Hermann Vogelsang (bronze)
- 2018
  - Sibylle Stotz (or)
  - Rudolf Lee, Nadja Rackwitz-Ziegler, Carole Boehm, Karl Stankiewitz, Axel Markwardt, Manfred Probst, Conrad Mayer, Heinz Redmann, Siegfried Böhmke, Jochen Schölch, Günter Moosreiner, Ulrike Dissmann (argent)
  - Michael Stegner, Henning Schroedter-Albers (bronze)
- 2019
  - Christian Springer (or)
  - Reinhard Roos, Petra Nass, Till Hofmann. Ilse Neubauer, Otto Berg, Stefan Zippel (argent)
  - Rudolf Hartbrunner, Martin Blankemeyer, Peter Wagner, Werner Dilg, Roland Krack (bronze)
- 2020
  - Horst Lischka, Michael Mattar, Bettina Messinger, Sabine Nallinger, Manuela Olhausen, Heide Rieke, Otto Seidl, Constanze Söllner-Schaar, Birgit Volk, Verena Dietl, Florian Roth, Paul Bickelbacher (or)
  - Tatjana Lukina, Peter Kluska, Georg Felbermayr, Herbert Danner, Cetin Oraner, Thomas Ranft, Jens Röver, Johann Sauerer, Fritz Schmude, Oswald Utz, Andre Wächter, Wolfgang Zeilnhofer, Magdalena Hafner (argent)
  - Brigitte Fingerle-Trischler (bronze)